# カンボジア・エアウェイズ
カンボジア・エアウェイズ（英語: Cambodia Airways, クメール語: ខេមបូឌា អ៊ែរវ៉េ）は、カンボジアの航空会社である。
2017年9月に会社設立、2018年7月10日にプノンペン、シェムリアップ間で初就航をした。

## 就航地
| 国・地域       | 就航地                         |
| -------------- | ------------------------------ |
| カンボジア     | プノンペン                     |
| タイ           | バンコク/スワンナプーム        |
| ベトナム       | ホーチミン                     |
| シンガポール   | シンガポール                   |
| 中華人民共和国 | 北京大興、成都天府、深圳、三亜 |
| マカオ         | マカオ                         |

## 運航機材

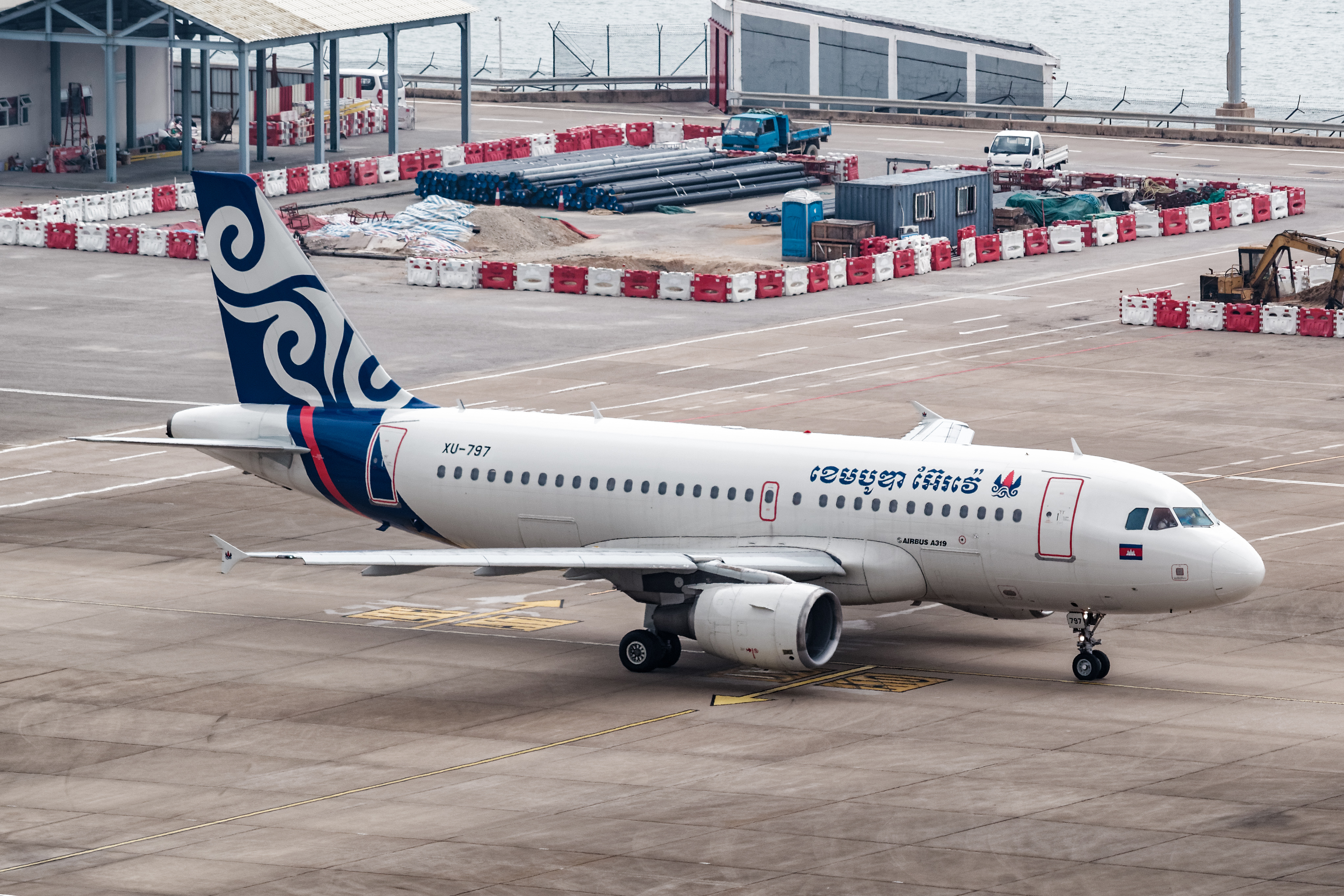
カンボジア・エアウェイズのエアバスA319

- エアバスA319 : 3機
- エアバスA320 : 2機

2023年10月現在